# Vorwerk (Nedersaksen)
Vorwerk is een gemeente in de Duitse deelstaat Nedersaksen. De gemeente maakt deel uit van de Samtgemeinde Tarmstedt in het Landkreis Rotenburg (Wümme).
Vorwerk telt 1.067 inwoners.
De gemeente bestaat uit Vorwerk zelf, en uit het 6 km ten zuidwesten daarvan gelegen dorp Buchholz (dat even groot is als Vorwerk zelf) en het halverwege Buchholz en Vorwerk zelf gelegen dorpje Dipshorn. De gemeente ligt te midden van fraai natuurschoon.
Vorwerk, Buchholz en Dipshorn zijn oude boerendorpen. De agrarische sector is steeds de belangrijkste bron van bestaan in de gemeente gebleven. Sedert 1970 hebben zich hier ook enige als midden- en kleinbedrijf te beschouwen ondernemingen, alsmede woonforensen met een werkkring in omliggende grotere steden gevestigd.
Buchholz wordt in de geschiedschrijving van de 13e tot en met de 18e eeuw vermeld als een dorp, dat in het verleden groter en belangrijker was dan na 1815. Het had echter regelmatig zeer veel te lijden van oorlogsgeweld, waarschijnlijk meer dan omliggende dorpen.
Zie verder onder: Samtgemeinde Tarmstedt.
- Gemeinsame Normdatei: 5281066-5
- Virtual International Authority File: 244328260

Ahausen · 
Alfstedt · 
Anderlingen · 
Basdahl · 
Bötersen · 
Bothel · 
Breddorf · 
Bremervörde · 
Brockel · 
Bülstedt · 
Deinstedt · 
Ebersdorf · 
Elsdorf · 
Farven · 
Fintel · 
Gnarrenburg · 
Groß Meckelsen · 
Gyhum · 
Hamersen · 
Hassendorf · 
Heeslingen · 
Hellwege · 
Helvesiek · 
Hemsbünde · 
Hemslingen · 
Hepstedt · 
Hipstedt · 
Horstedt · 
Kalbe · 
Kirchtimke · 
Kirchwalsede · 
Klein Meckelsen · 
Lauenbrück · 
Lengenbostel · 
Oerel · 
Ostereistedt · 
Reeßum · 
Rhade · 
Rotenburg · 
Sandbostel · 
Scheeßel · 
Seedorf · 
Selsingen · 
Sittensen · 
Sottrum · 
Stemmen · 
Tarmstedt · 
Tiste · 
Vahlde · 
Vierden · 
Visselhövede · 
Vorwerk · 
Westertimke · 
Westerwalsede · 
Wilstedt · 
Wohnste · 
Zeven